# Елмвуд (Луїзіана)
Елмвуд (англ. Elmwood) — переписна місцевість (CDP) в США, в окрузі Джефферсон штату Луїзіана. Населення — 5649 осіб (2020).

## Географія
Елмвуд розташований за координатами 29°57′14″ пн. ш. 90°11′15″ зх. д. / 29.95389° пн. ш. 90.18750° зх. д. (29.953970, -90.187410).  За даними Бюро перепису населення США в 2010 році переписна місцевість мала площу 10,45 км², з яких 9,77 км² — суходіл та 0,68 км² — водойми.

## Демографія
Згідно з переписом 2010 року, у переписній місцевості мешкало 4635 осіб у 2718 домогосподарствах у складі 936 родин. Густота населення становила 443 особи/км².  Було 3193 помешкання (305/км²).
Расовий склад населення:
| - 67,6 % — білих - 20,4 % — чорних або афроамериканців - 6,6 % — азіатів - 0,3 % — корінних американців - 0,1 % — вихідців з тихоокеанських островів - 2,3 % — осіб інших рас |

До двох чи більше рас належало 2,9 %. Частка іспаномовних становила 8,5 % від усіх жителів.
За віковим діапазоном населення розподілялося таким чином: 12,5 % — особи молодші 18 років, 79,0 % — особи у віці 18—64 років, 8,5 % — особи у віці 65 років та старші. Медіана віку мешканця становила 33,0 року. На 100 осіб жіночої статі у переписній місцевості припадало 98,2 чоловіків;  на 100 жінок у віці від 18 років та старших — 98,7 чоловіків також старших 18 років.
Середній дохід на одне домашнє господарство  становив 68 860 доларів США (медіана — 56 932), а середній дохід на одну сім'ю — 86 451 долар (медіана — 72 713). За межею бідності перебувало 7,7 % осіб, у тому числі 3,2 % дітей у віці до 18 років та 2,3 % осіб у віці 65 років та старших.
Цивільне працевлаштоване населення становило 3170 осіб. Основні галузі зайнятості: освіта, охорона здоров'я та соціальна допомога — 26,0 %, науковці, спеціалісти, менеджери — 14,1 %, роздрібна торгівля — 11,6 %.